# Бредаль Петро Петрович
Петро Петрович Бредаль (норв. Peter Bredal; 1683—1756) — віце-адмірал військово-морських сил Російської імперії.
Народився у Веой (норв. Veøy), провінція Мьоре о Ромсдаль, Норвегія.
Син пастора, служив в датському флоті, і до 1703 року дослужився до звання другого штурмана. У 1703 році, за рекомендацією віце-адмірала Крюйса, прийнятий на службу до російського галерного флоту унтер-лейтенантом. За словами Голштинського оберкамергера Берхольца, Бредаль був дуже приязною і люб'язною людиною. У 1705 році стає лейтенантом і командує бригантиною, а з 1711 — двома. Зарекомендував себе гарним морським офіцером, разом з Крюйсом відвідує Азовську флотилію. Через два роки переведений у капітани третього рангу. На фрегаті «Св. Яків» проводить дії у шведських шхерах. У 1714 році нагороджений золотою медаллю і 25 червінцями за участь у Гангутському бою (рос. Гангутское сражение).
У 1715 році Бредаль, командуючи ескадрою із 4 фрегатів і 3 шняв, крейсував з нею в Балтиці. Успішно керує десантними операціями на Готланді й при Віндаві захоплює 3 шведські кіпери («Єдиноріг», «Есперанс» і «Стокгольм-Галей»). У цей же час бере безпосередню участь у закупівлі англійських суден і найманні моряків.
23 листопада 1716 року шнява «Принцеса» під командуванням Бредаля терпить аварію, команда і капітан врятувались. 
3 травня 1720 призначений капітаном першого рангу, а після укладення Нейштадського миру — капітаном-команлором.
У 1724 році стає членом Адміралтейської контори, однак скоро його розжалувано у матроси за побиття капітана Лоуренса. Щоправда, через два місяці йому пробачили.
У 1728 році Бредаль отримав указ вирушити у Голштинію для перевезення царівни Анни Петрівни до Кронштадтського порту. Через два роки йому доводиться бачити ще одну королівську особу, майбутню імператрицю Росії Анну Іоанівну. На його кораблі вона прибула до Петербурга. З того часу Бредаль відряджений начальником Ревельського порту. 
У 1733 призначений командиром порту в Архангельську, який він і заснував того ж року, разом з адміралтейством і іншими закладами. Перед російсько-турецькою кампанією переведений до Брянська, де закладаю корабельню. Після смерті М. Змаєвича працює у Таврові (Таврово). Користується повагою Мініха й Манштейна. 1735 року відряджений на Дон для головування тамтешніми корябельнями і флотом, що лишилися з 1711 року і мав сприяти облозі Азова. 12 травня 1736 року Азовська флотилія під командування Бредаля взяла в облогу Азов. 13 травня контр-адмірал на одній з галер  підходить до фортеці, звідки, як він сам писав, по них жорстоко били з гармат. 
За клопотанням Манштейна 16 лютого 1737 року його призначено віце-адміралом. Улітку 1737 Бредаль здійснює невдалу операцію в Криму. 29 червня більшість флотилії гине біля містечка Сельсі-Деніс. З берега морські команди стійко відбивали атаки турецької ескадри. Після закінчення війни, 1740 по березень 1741 року, у Петербурзі Бредаль поновлює роботу в Адміралтейств-колегії, а в 1741 році, через розрив зі Швецією, переїжджає до Архангельська і очолює порт. Його нагороджено орденом Св. Олександра Невського. 6 квітня 1753 року суд поновлює розгляд інциденту в Кале, 
У 1742 році Бредаль, будучи начальником ескадри, пливе з Білого моря в Балтійське для дій проти шведів, але по дорозі зустрів настільки жорстокі бурі, що через пошкодження суден мусів повернутися в Архангельськ. З цього приводу призначено слідство. Бредаль переводиться в запас і працює у колегії. Але тільки 6 квітня 1753 для розгляду його справи задіяно воєнний суд. Однак через три роки, все ще обтяжений звинуваченнями, Бредаль помер у Санкт-Петербурзі. Виправданий посмертно.